# Sapajus robustus
Sapajus robustus  (лат.) — вид приматов семейства цепкохвостых обезьян, обитающих в Южной Америке.

## Классификация
Данный вид был изначально описан как Cebus apella robustus. Позже (Groves, 2001) был включен в состав вида Cebus nigritus в качестве подвида. В 2012 году род Cebus было предложено разделить, и Cebus nigritus robustus попал в новый род Sapajus в ранге вида. По данным генетического анализа виды Sapajus robustus и Cebus nigritus разошлись около 5 млн лет назад.

## Описание
Отличается от родственных видов красноватым хохолком на макушке. Шерсть в целом красновато-коричневая или желтовато-коричневая, конечности и хвост чёрные
Длина тела от 33 до 57 см, длина хвоста от 40 до 47 см.

## Распространение
Ранее встречались на обширной территории атлантического побережья Бразилии в штатах Эспириту-Санту, Минас-Жерайс и Баия, сейчас ареал серьёзно сократился, в частности эти животные более не встречаются в Эспириту-Санту. Населяют средний ярус тропических лесов, в западной части ареала встречаются также в полулистопадных лесах.

## Статус популяции
Международный союз охраны природы присвоил виду охранный статус «В опасности».